# Rover 10
Der Rover 10, eine 4-türige Limousine, wurde von Rover zwischen 1934 und 1940 als Nachfolger des Rover 10/25 hergestellt.
Die klassische Limousine (ohne Kofferraum) hatte einen 4-Zylinder-ohv-Motor mit 1389 cm³ Hubraum, der 44 bhp (32,3 kW) entwickelte. Der Wagen war 107 km/h schnell. Mit der gleichen Karosserie, aber größerem Motor, wurde auch der Rover 12 angeboten. Wie alle anderen Zivilmodelle, wurde auch der Rover 10 kriegsbedingt ab 1940 nicht mehr hergestellt.
Erst nach Aufnahme der zivilen Produktion nach dem Zweiten Weltkrieg im Jahre 1945 gab es wieder einen Rover 10. Die Konzeption entsprach der des Vorkriegswagens, jedoch verfügte der Wagen über einen Kofferraumanbau wie auch die Modelle 12, 14 und 16.
Sein Motor sollte ursprünglich auch den ersten Land Rover, das Modell Serie I antreiben, was jedoch wieder verworfen wurde.
1948 wurde die Produktion mit dem Erscheinen des Rover P3 endgültig und ohne einen Nachfolger eingestellt.